# Espectròmetre de masses de temps de vol
L'espectròmetre de masses de temps de vol (en anglès, time-of-flight mass spectrometer o TOFMS) és un espectròmetre de masses basat en el temps que necessiten els ions amb relacions massa-càrrega diferents per a recórrer una certa distància en un espai lliure de camps, després d'haver rebut inicialment la mateixa energia cinètica o el mateix impuls.

## Teoria

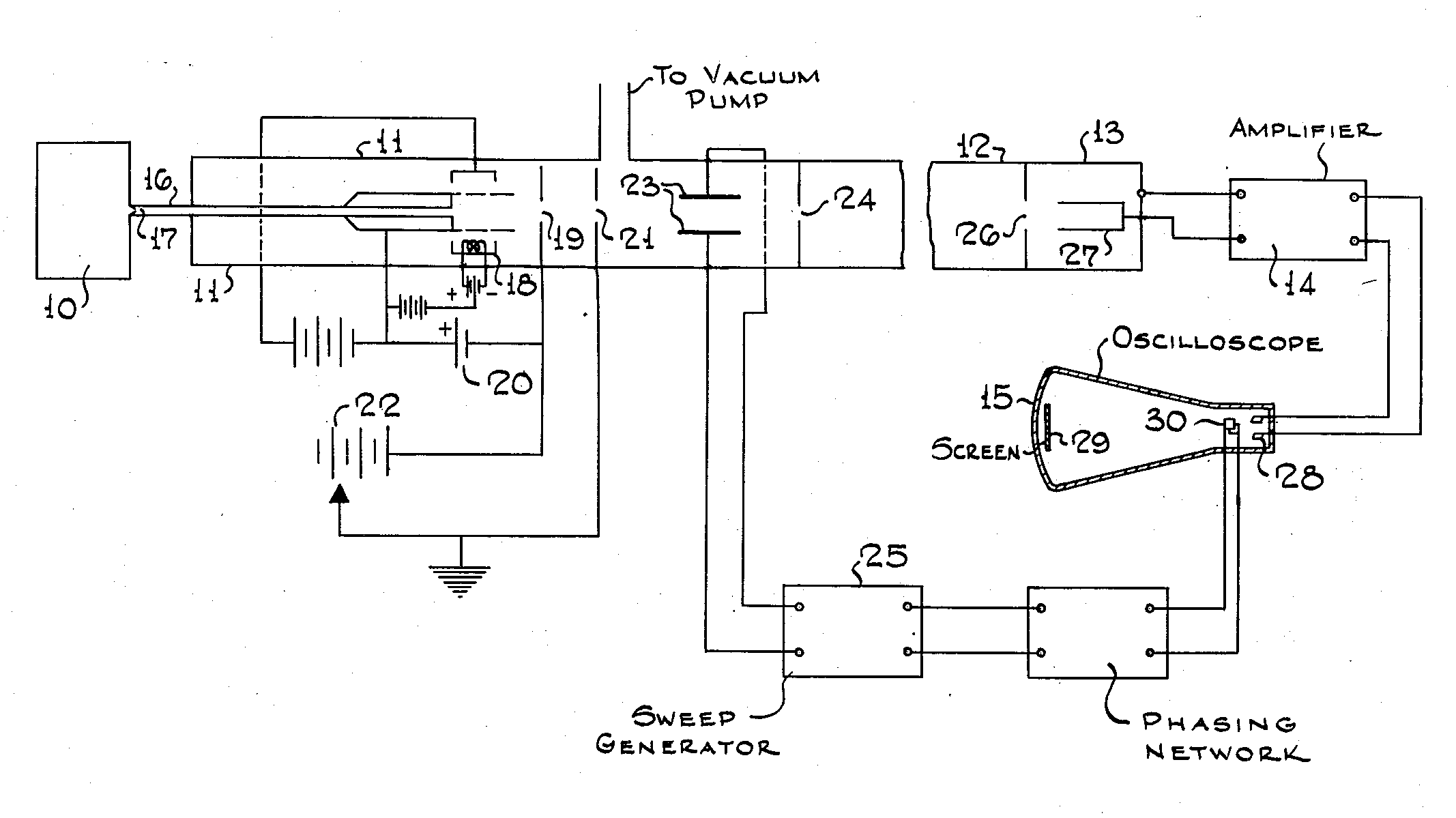
Figura de William E. Stephens 1952 patent de TOF.

Inicialment, els ions són accelerats per un camp elèctric de força coneguda. Aquesta acceleració dona com a resultat un ió amb la mateixa energia cinètica que qualsevol altre ió amb la mateixa càrrega. La velocitat del ió depèn de la seva relació de massa-càrrega. El temps que tarda la partícula en arribar a un detector situat a una distància coneguda es mesura. Aquest temps dependrà de la relació de massa-càrrega de la partícula (les partícules més pesades arriben a velocitats inferiors). A partir d'aquest moment i els paràmetres experimentals coneguts es troba la relació massa-càrrega del ió.
L'energia potencial d'una partícula carregada en un camp elèctric està relacionada amb la càrrega de la partícula i la força del camp elèctric:

| {\displaystyle E_{\mathrm {p} }=qU\,} | \| \| \| \| \| \| \| \| | (1) |
|                                       |                         |     |
|                                       |                         |     |
on Ep és l'energia potencial, q és la càrrega de la partícula, i U és la diferència potencial elèctrica (també coneguda com a voltatge).
Quan la partícula carregada és accelerada en un analitzador de masses de temps-de-vol per un voltatge U, la seva energia potencial es converteix en energia cinètica. L'energia cinètica de qualsevol massa és:

| {\displaystyle E_{\mathrm {k} }={\frac {1}{2}}mv^{2}} | \| \| \| \| \| \| \| \| | (2) |
|                                                       |                         |     |
|                                                       |                         |     |
En efecte, l'energia potencial és convertida a energia cinètica, fet que significa que les equacions (1) i (2) són igual a:

| {\displaystyle E_{\mathrm {p} }=E_{\mathrm {k} }\,} | \| \| \| \| \| \| \| \| | (3) |
|                                                     |                         |     |
|                                                     |                         |     |

| {\displaystyle qU={\frac {1}{2}}mv^{2}\,} | \| \| \| \| \| \| \| \| | (4) |
|                                           |                         |     |
|                                           |                         |     |
La velocitat de la partícula carregada després de l'acceleració no canviarà, ja que es mou en un tub de temps-de-vol lliure de camps. La velocitat de la partícula pot ser determinada en un analitzador de temps-de-vol a partir de la longitud del camí recorregut pel ió (d) i el seu temps de vol (t) que pot ser mesurat utilitzant un digitalitzador transitori o un convertidor de temps a digital.
Per tant,

| {\displaystyle v={\frac {d}{t}}\,} | \| \| \| \| \| \| \| \| | (5) |
|                                    |                         |     |
|                                    |                         |     |
I substituïm el valor de v dins (5) a (4).

| {\displaystyle qU={\frac {1}{2}}m\left({\frac {d}{t}}\right)^{2}\,} | \| \| \| \| \| \| \| \| | (6) |
|                                                                     |                         |     |
|                                                                     |                         |     |
Reorganitzant (6) de manera que el temps de vol és expressat per tota la resta:

| {\displaystyle t^{2}={\frac {d^{2}}{2U}}{\frac {m}{q}}\,} | \| \| \| \| \| \| \| \| | (7) |
|                                                           |                         |     |
|                                                           |                         |     |
Agafant l'arrel quadrada del temps

| {\displaystyle t={\frac {d}{\sqrt {2U}}}{\sqrt {\frac {m}{q}}}\,} | \| \| \| \| \| \| \| \| | (8) |
|                                                                   |                         |     |
|                                                                   |                         |     |
Aquests factors pel temps de vol ha estat agrupat expressament. L'expressió {\displaystyle {\frac {d}{\sqrt {2U}}}} conté constants que en principi no canvien quan un grup de ions són analitzats en un únic pols d'acceleració. (8) es pot reorganitzar com a:

| {\displaystyle t=k{\sqrt {\frac {m}{q}}}\,} | \| \| \| \| \| \| \| \| | (9) |
|                                             |                         |     |
|                                             |                         |     |
on k és una constant de proporcionalitat que representa els facotrs relacionats amb la configuració i les característiques del instrument. Aquesta equació posa en evidència com el temps de vol d'un ió varia amb l'arrel quadrada de la relació massa-càrrega del ió en qüestió.